# Stage 32
Stage 32 је друштвена мрежа са седиштем у САД и образовна локација за креативне професионалце који раде на филму, телевизији и у позоришту. Од августа 2021. ова глобална веб локација је имала више од 800.000 чланова.
Stage 32 повезује професионалце у индустрији забаве, укључујући режисере, писце, глумце и особље за забаву. Послужује се професионалцима из филмске индустрије са истакнутим блогерима, онлајн образовањем које предају руководиоци индустрије, вестима из Холивуда и локација за снимање широм света, страницом за састанке на Stage 32, интернет салоном и страницом за послове која омогућава члановима да се повежу са другима на филмским подухватима, заједно са стандардним функцијама друштвених медија.